# Örjan Sjöberg
Paul Örjan Sjöberg, född 22 mars 1958, är en svensk professor i ekonomisk geografi vid Handelshögskolan i Stockholm. Han är ledamot av Svenska nationalkommittén för geografi.